# Estação Ferroviária de Descalvado
Estação Ferroviária de Descalvado é uma estação ferroviária localizada no município brasileiro de Descalvado, muito embora não receba trens desde o início da década de 1980. Seu prédio é tombado pelo CONDEPHAAT desde janeiro de 1987 e abriga atualmente entes culturais do município. A estação era um importante entroncamento ferroviário, pois era fim de linha do chamado Ramal de Descalvado, vindo da cidade de Cordeirópolis, e início do Ramal descalvadense, ferrovia agrícola que servia a diversas fazendas de café da região.

## Histórico
A estação foi construída num terreno cedido por Manoel Batista da Cruz Tamandaré, membro da família do almirante Tamandaré, pela Companhia Paulista de Vias Férreas e Fluviais que contava, entre os seus acionistas, com diversos proprietários rurais da região. No dia de sua inauguração, 7 de novembro de 1882, Descalvado recebeu pela primeira vez um comboio da Companhia Paulista de Vias Férreas e Fluviais. Tal fato marcou o fim das tropas de muares transportadoras do café do município para o Porto de Santos. Uma reforma na estação, nos anos 1910, deu-lhe o aspecto atual.

## Características
Sua construção é em alvenaria de tijolos, em estilo eclético, com uma grande cobertura em estrutura metálica, recortada, que avança sobre as plataformas.